# Tachycnemis seychellensis
Tachycnemis seychellensis är en groddjursart som först beskrevs av Duméril och Gabriel Bibron 1841.  Tachycnemis seychellensis ingår i släktet Tachycnemis och familjen gräsgrodor. IUCN kategoriserar arten globalt som livskraftig. Inga underarter finns listade i Catalogue of Life.